# Pieter Menten
Pieter Nicolaas Menten (Rotterdam, 26 de maig de 1899 - Loosdrecht, 14 de novembre de 1987) va ser un criminal de guerra, empresari i col·leccionista d'art de la Segona Guerra Mundial.

## Antecedents

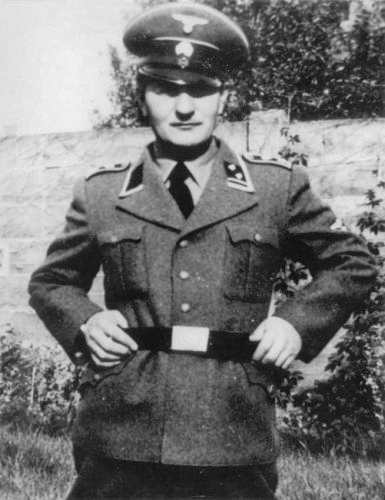
Menten amb la Schutzstaffel Totenkopfverbände, 1941

Nascut en una família rica de Rotterdam, Menten es va interessar per Polònia a través de les connexions empresarials del seu pare. Aviat va desenvolupar un extens comerç d'exportació de productes neerlandesos a Polònia. Menten es va traslladar a Galítsia Oriental el 1923 (després a Polònia i després part de la República Socialista Soviètica d'Ucraïna), on es va convertir en un ric propietari i empresari. Descrit com a gentil i tranquil, va desenvolupar una profunda rancúnia contra una important família jueva veïna en una disputa per negocis. Menten va viatjar als Països Baixos el 1939, quan Rússia va envair l'est de Polònia. Va ser a Cracòvia el 1940 on va treballar com a Treuhänder (arianitzador) en diverses concessionàries d'art jueu. Va tornar a Polònia el 1941 després de l'ocupació nazi, aquesta vegada com a membre de les Schutzstaffel. Menten va participar en la massacre de professors de Lviv i en el robatori de la seva propietat. Segons testimonis, va ajudar a disparar a tots els membres de la família infractora a Galítzia que va poder trobar, i després es va dirigir contra altres jueus de la zona.

## Judici
Mentre viatjava al seu tren personal amb la seva preuada col·lecció d'art, va ser reconegut pels combatents neerlandesos de la Resistència. El van portar a judici. El seu advocat en cap de la defensa va ser Rad Kortenhorst, president de la Tweede Kamer. El controvertit judici va concloure el 1949, amb la fiscalia incapaç de demostrar la majoria de les denúncies i Menten va ser condemnat a una sentència de vuit mesos per haver treballat amb uniforme com a intèrpret nazi. El 1951, el govern neerlandès va rebutjar una sol·licitud d'extradició de Menten.
Menten passaria a ser un col·leccionista i empresari d'èxit. La seva mansió de 20 habitacions estava plena d'obres d'art valuoses (Nicolaes Maes, Francisco de Goya, Jan Sluijters, etc.) i posseïa àmplies zones immobiliàries.
El 1976 es va reobrir el cas després d'una investigació periodística i fou extradit de Suïssa als Països Baixos. Durant el judici, la mansió de Menten va ser enderrocada després que un supervivent del camp de concentració de Dachau va llançar una bomba de gasolina sobre el seu sostre de palla. L'edifici va patir danys importants i part de la col·lecció d'art va ser destruïda.
El 1980, Menten va ser condemnat a 10 anys de presó i va ser multat a 100.000 guilders per crims de guerra, inclòs el fet de participar en l'assassinat de 20 vilatans jueus a Polònia el 1941. Després de la seva posada en llibertat, es va creure que s'instal·laria a la seva mansió del comtat de Waterford, a Irlanda, però el taoiseach Garret FitzGerald li havia prohibit l'entrada al país. Menten va morir a una residència d'ancians a Loosdrecht, Països Baixos.